# لن گینور (بازیکن فوتبال)
لن گینور (انگلیسی: Len Gaynor; ۲۲ سپتامبر ۱۹۲۵ – ۲۶ سپتامبر ۲۰۱۷) بازیکن فوتبال بود.
از باشگاه‌هایی که در آن بازی کرده‌است می‌توان به باشگاه فوتبال یئوویل تاون اشاره کرد.